# Boule montante
La boule montante est un jeu de boules de Bretagne. Le jeu consiste à faire rouler une boule sur un plan incliné.
Le jeu de la boule montante est inscrit à l’Inventaire du patrimoine culturel immatériel en France.

## Règles du jeu
Le but du jeu est de faire monter une boule sur une planche inclinée le plus haut possible sans qu’elle ne tombe au sommet.
Il existe cependant deux versions de ce jeu : dans celle de Plouégat-Guérand, la planche possède des marques de niveaux ce qui permet de donner une hiérarchie dans le comptage des points. Le maximum à atteindre est 100 points, tout en haut de la planche juste avant la chute. Il existe une autre version à Argol. Dans celle-ci, il faut essayer de passer dans un trou, mais il n’y a aucune marque de niveau sur la planche. 
La planche a généralement un dénivelé de 30°, pour une longueur de 4 à 6 mètres.

## Comptage des points
Les joueurs disposent de trois essais, un chacun leur tour. À la fin de ces trois tentatives, on additionne les points marqués à chaque essai grâce aux marqueurs sur la planche (de 10 à 50 points). 
Dans le cas des planches à trous, le joueur peut tenter de réaliser un coup de maître, en introduisant la boule directement dans le trou. Cela lui rapporte alors 150 points. Il peut aussi passer sa boule dans le trou de manière indirecte, Cela lui rapporte 100 points. Dans ces cas-là, il n’y a pas de marqueurs de niveau. 
Une boule qui tombe du sommet de la planche ou qui n’atteint pas la première marque est nulle. 